# لغة آينو
لغة الآينو أو لغة الأبدل (Äynu, Aini, Ejnu, Abdal) هي لغة من اللغات القارلوقية من أسرة اللغات الأتراكية وتُستخدم في ولاية شينجيانغ. ورغم أنها لغة أتراكية ألا أنها تحتوي على مفردات فارسية كثيرة جداً لذلك يعتبرها بعض اللغويين لغة مختلطة. هناك 5000 ناطقون بها ويسكنون قرب مدينة قشغر.